# Habrophallos collaris
Habrophallos collaris este o specie de șerpi din genul Habrophallos, familia Leptotyphlopidae, descrisă de Hoogmoed 1977. Conform Catalogue of Life specia Habrophallos collaris nu are subspecii cunoscute.